# Vrbovsko
Vrbovsko (in italiano desueto Verbosco, in cirillico serbo Врбовско) è una città di 5 019 abitanti della regione litoraneo-montana, in Croazia.
La popolazione è in maggioranza croata, con una consistente minoranza serba.
Durante la seconda guerra mondiale, dal 1941 al 1943, fu posta sotto l'occupazione militare italiana (pur rientrando nei limiti dello Stato Indipendente di Croazia).

## Località

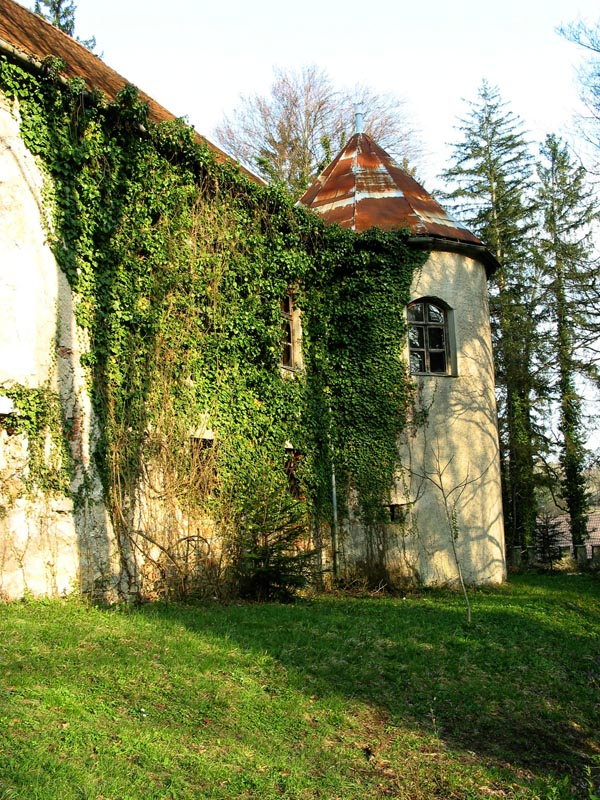

Il comune di Vrbovsko è suddiviso nei seguenti 65 insediamenti (naselja):
Blaževci, Bunjevci, Carevići, Damalj, Dokmanovići, Dolenci, Donji Vučkovići, Donji Vukšići, Draga Lukovdolska, Dragovići, Gomirje, Gorenci, Gornji Vučkovići, Gornji Vukšići, Hajdine, Hambarište, Jablan, Jakšići, Kamensko, Klanac, Komlenići, Lesci, Liplje, Lukovdol, Ljubošina, Majer, Mali Jadrč, Matići, Međedi, Mlinari, Močile, Moravice, Musulini, Nadvučnik, Nikšići, Osojnik, Petrovići, Plemenitaš, Plešivica, Podvučnik, Poljana, Presika, Radigojna, Radočaj, Radoševići, Rim, Rtić, Severin na Kupi, Smišljak, Stubica, Štefanci, Tići, Tomići, Topolovica, Tuk, Veliki Jadrč, Vrbovsko, Vučinići, Vučnik, Vujnovići, Vukelići, Zapeć, Zaumol, Zdihovo e Žakule.